# Tivernon
Tivernon je francouzská obec v departementu Loiret v regionu Centre-Val de Loire. Žije zde 282 obyvatel.

## Poloha obce
Obec leží na severozápadě departementu Loiret u hranic s departementem Eure-et-Loir.

### Sousední obce
| Růžice kompasu |                          | Toury (Eure-et-Loir) |         | Růžice kompasu |
| Růžice kompasu | Poinville (Eure-et-Loir) | Sever                | Chaussy | Růžice kompasu |
| Růžice kompasu | Poinville (Eure-et-Loir) | Tivernon             | Chaussy | Růžice kompasu |
| Růžice kompasu | Poinville (Eure-et-Loir) | Jih                  | Chaussy | Růžice kompasu |
| Růžice kompasu | Santilly (Eure-et-Loir)  | Lion-en-Beauce       | Oison   | Růžice kompasu |